# Полупсы-полулюди
Полупсы́-полулю́ди (эст. Penilased) — персонажи эстонского народного эпоса «Калевипоэг». По народном поверью это существа, стоящие на страже в преддверии края света. Упоминаются в шестнадцатой песни эпоса.

## Песнь шестнадцатая
Постройка корабля и отплытие * Путешествие на край света * Лапландия и Варрак
Калевипоэг затевает новый подвиг: решает достичь границы мира. Для этого он строит из серебра корабль, даёт ему имя «Леннук» и собирает большую команду. В пути случаются с ними разные приключения: встречают они старца и мудреца Варрака, который после уговоров и обещания великой платы соглашается стать их проводником; преодолевают водную пучину; достигают острова Искр, где вздымаются столбы огня и клубятся тучи дыма; идут на корабле дальше и пристают сначала к берегу, где живёт великан с дочерью, а затем — к берегу, где живут полупсы-полулюди:
Берег вынырнул безвестный,
Удивлённым мореходам
Племя странное явилось — 
Полупсы и полулюди.
Длиннохвостая порода:
По ухваткам — чертенята,
Лица — будто человечьи.
На берег собачье племя
Выбежало с громким лаем,
Выло, лаяло, рычало,
Чтоб не смели мореходы
С корабля сойти на землю.
Калевипоэг спрыгивает на берег и дубасит орясиной «собачье племя». Убив тысячи полупсов-полулюдей, Калевипоэг видит холёного жеребца, идущего ему навстречу, вскакивает ему на спину и окончательно разгоняет «вражью стаю».